# 東京女子大学短期大学部
東京女子大学短期大学部（とうきょうじょしだいがくたんきだいがくぶ、英語: Tokyo Woman's Christian University, Junior College）は、東京都三鷹市牟礼4-3-1に本部を置いていた日本の私立大学である。1950年に設置され、1992年に廃止された。大学の略称は東短（トンタン）。

## 概要

### 大学全体
- 東京都三鷹市に所在した日本の私立短期大学で、設置主体は学校法人東京女子大学[2]。
- 国内で最初に認可された短期大学149校[注 2]の1校として、1950年に4学科体制で開学した[3]。
- 1960年度の学生募集時までは4つの学科を擁していたが、以後その内の3学科が廃止されて、一旦1学科となる。
- 1966年には新に1学科が新設され、最終的には2学科体制となる。学生総数が1,000人を越えており、短期大学部にしてはかなりの規模を誇っていた。
- 1987年度の入学生を最後に[注釈 2]、短期大学としての使命を終える[5]。

### 教育および研究
- 設置されていた学科の一つである教養科には、｢心理学｣・｢生物学｣・｢社会学｣・｢文化人類学｣など人間理解を深めるための諸科目を学ぶ人間科学コース、社会学や法学の立場から現代社会を理解するための科目を学ぶ現代社会コースがあった[6]。

### 学風および特色
- 実用的な知識よりも深い教養を身につけることを目的とされていた故に、短期速成の｢職業教育｣ではなく｢資格取得皆無という教養主義｣が強調されていた全国でもユニークな短期大学である[6]。但し、初期は教職課程が設けられていた[7]。

## 沿革
- 1949年
  - 10月 文部省[注釈 3]に短期大学[注 3]の設置認可に関する申請を行う[注 4]。なお、学科・専攻は以下の通りとなっている[注 5]。
    - 国語科 入学定員40
    - 英語科 入学定員80
    - 数理科 入学定員40
    - 体育科 入学定員40
- 1950年
  - 3月14日 左記を以て短期大学の設置が文部省[注釈 3]より認可される[注 6]。
  - 4月1日 左記を以て当初は杉並区井荻3-124において東京女子大学短期大学部が以下の学科体制にて開学する[注 7]。
    - 国語科 入学定員40名
    - 英語科 入学定員80名
    - 数理科 入学定員40名
    - 体育科 入学定員40名
- 1951年
  - 2月24日 学校法人東京女子大学が成立する[17]。
- 1954年
  - 4月1日 この年度入学生より数理科の入学生の修業年限を2年から3年へ延長[18]。
- 1954年
  - 5月1日 学生数[19]/定員
    - 国語科 97[注釈 4]/80
    - 英語科 223[注釈 4]/160
    - 数理科 109[注釈 4]/80
    - 体育科 49[注釈 4]/80
- 1955年
  - 3月31日  2年制の数理科を廃止する[20]。
- 1960年
  - 5月1日 学生数[21]/定員
    - 国語科 98[注釈 4]/80
    - 英語科 195[注釈 4]/160
    - 数理科 135[注釈 4]/120
    - 体育科 55[注釈 4]/80
- 1961年
  - 5月1日 学生数[22]/定員
    - 国語科 46[注釈 4]/40
    - 英語科 168[注釈 4]/160
    - 数理科 44[注釈 4]/80
    - 体育科 29[注釈 4]/40
- 1962年
  - 3月31日 左記をもって国語科・体育科を正式に廃止となる[23]。
  - 5月1日 学生数[24]/定員
    - 英語科 208[注釈 4]/160
    - 数理科 18[注釈 4]/40
- 1963年
  - 4月1日 左記をもって数理科をもって正式に廃止となる[25]。
- 1966年
  - 4月1日 三鷹市牟礼に移転し、英語科の入学定員を80[26]→200[注釈 5]に増員、かつ以下の学科を増設する[28]。
    - 教養科 入学定員200名[注釈 5]

  - 5月1日 学生数[29]/定員
    - 英語科 340[注釈 4]/280
    - 教養科 244[注釈 4]/200
- 1985年
  - 4月1日 学科の入学定員増を以下の通り行う[注 8]
    - 英語科 200[注釈 6]→250[注釈 7]
    - 教養科 200[注釈 6]→250[注釈 7]

  - 5月1日 学生数[35]/定員
    - 英語科 514[注釈 4]/450
    - 教養科 509[注釈 4]/450
- 1987年
  - 4月1日 この年度で学生募集を最終とする[注釈 2]。
- 1987年
  - 5月1日 学生数[36]/定員
    - 英語科 589[注釈 4]/500
    - 教養科 587[注釈 4]/500
- 1988年
  - 5月1日 学生数[37]/定員
    - 英語科 290[注釈 4]/250
    - 教養科 282[注釈 4]/250
- 1989年
  - 5月1日 学生数[38]/定員
    - 英語科 8[注釈 4]/-
    - 教養科 1[注釈 4]/-
- 1990年
  - 5月1日 学生数[39]/定員
    - 英語科 1[注釈 4]/-
    - 教養科 1[注釈 4]/-
- 1991年
  - 5月1日 学生数[40]/定員
    - 英語科 -[注釈 4]/-
    - 教養科 -[注釈 4]/-
- 1992年
  - 1月27日 左記をもって正式に廃止となる[5]。

## 基礎データ

### 所在地
- 東京都三鷹市牟礼4-3-1[注釈 1]

### 象徴
- 右記資料にあり[41]。

## 教育および研究

### 組織

#### 学科
- 英語科[注釈 8]
- 国語科[注釈 9]
- 数理科[注釈 9]
- 体育科[注釈 9]
- 教養科[注釈 8]

#### 取得資格について
- 初期には教職課程があり、中学校教諭二級免許状と高等学校教諭免許状があった[7]。
  - 国語：国語科
  - 英語：英語科
  - 数学：数理科
  - 保健体育：体育科

### 附属機関
- 図書館[45]

### 研究
- 『季刊牟礼』[46]

### 大学関係者一覧

#### 歴代学長
- 高木貞二
- 木村健二郎
- 原島鮮
- 隅谷三喜男
- 京極純一

#### 出身者
- 山本みどり - 女優
- 石川牧子 - 元日本テレビアナウンサー[47]
- 石毛恭子 - 元フジテレビアナウンサー
- 遠藤恵美子 - 武蔵野大学名誉教授
- 大野香菜 - 元フジテレビアナウンサー
- 髙樹のぶ子 - 作家
- 石田敦子 - アナウンサー
- 横田理恵 - 脚本家
- 森奈津子 - 作家

## 施設

### キャンパス
- 東京女子大学本部とは別に、短期大学部独自のキャンパスが三鷹市にあった。大学は当初、使用しなくなった牟礼キャンパスの敷地に借地のマンションを建て、固定資産税などの維持費（年間9,000万円ほど）にかかる費用にあてる予定であったが、近隣住民の猛反対にあい、維持を断念。2005年9月に法政大学に売却され、跡地に同大学の附属中学校・高校が2007年4月に移転したために、東京女子大短期大学部時代の建物はすべて取り壊された。チャペルの一部は東京女子大学善福寺校舎の牟礼記念ホールに使用されている。

### 系列校
- 東京女子大学

## 卒業後の進路について

### 就職について
- 全学科を含めて東京海上火災・日本興業銀行・三井物産・安田火災海上・丸紅・トヨタ自動車・日本航空・日本銀行・安田信託銀行・三菱商事・日本交通公社・伊藤忠商事などの一般企業へ就職していた[6]。

### 編入学・進学実績
- 全学科含めて東京女子大学のほかに明治学院大学・立教大学などがある[48]。